# إليز إم. بولدينغ
إليز إم. بولدينغ (6 يوليو 1920- 24 ينيو 2010)، عالمة اجتماع أمريكية مولودة في النرويج ومنتمية لجمعية الأصدقاء الدينية (الكويكرز) وكاتبة مرموقة ذات فضل كبير في تأسيس التخصص الأكاديمي المعني بدراسات السلام والصراع. ساهم نهجها الشمولي ومتعدد الأبعاد في بروزها كواحدة من الباحثين والناشطين المهمين في حقول متعددة. امتدت أعمالها المكتوبة لعدة عقود وتراوحت من نقاشها للعائلة كأساس للسلام مرورًا بقيم الكويكرز الروحانية إلى إعادة ابتكار «الثقافة العالمية». يطغى على أعمالها التركيز على النساء والعائلة في عملية بناء السلام. دخلت بولدينغ إلى قاعة مشاهير ولاية كولورادو الخاصة بالنساء في 1996.

## سيرة حياتها
وُلدت إليز بيورن-هانسن في أوسلو، النرويج في 1920. انتقلت عائلتها للسكن في الولايات المتحدة الأمريكية عندما كان عمرها ثلاث سنوات. تأثرت هي وعائلتها كثيرًا جراء اندلاع الحرب العالمية الثانية والغزو الألماني للنرويج. عاشت إليز خلال سنوات الحرب العالمية الثانية وتوصلت بعد ذلك إلى قناعة راسخة بعدم جدوى العنف في حل مشاكل العالم وأنه وعلى الرغم من تعرض بلدها المسالم للخطر، فقد رأت ما يشكله العنف من تهديد للعالم بأسره. نشطت إليز في شبابها في النشاطات المناهضة للحرب وانضمت لكنيسة تاريخية للسلام، وهي جمعية الأصدقاء الدينية (الكويكرز). التقت إليز بكينيث بولدينغ خلال اجتماع للكويكرز في مايو 1941، وكان كينيث خبيرًا اقتصاديًا إنجليزيًا مرموقًا وتعاون مع إليز في عملها الداعم للسلام.  
ربّى آل بولدينغ خمسة أطفال، وأدت إليز دورها كربة منزل إضافة إلى كونها ناشطة. عكست كتاباتها عن أسس السلام تقديرها للنساء والأطفال والعائلة في عملية إحلال السلام. آمنت إليز بالأهمية البالغة للخلية الأسرية في حركة السلام العالمية، ودور النساء على وجه الخصوص ضمن تلك الخلية. دُعي كل من إليز وكينيث ليصبحا باحثين مقيمين في كلية دارتموث، وذلك بعد عمل إليز في كل من جامعة ولاية آيوا (التي حصلت منها على شهادة الماجستير في علم الاجتماع) وفي جامعة كولورادو بولدر وبعد نيلها شهادة الدكتوراه في علم الاجتماع من جامعة ميشيغان. ترأست إليز قسم علم الاجتماع أثناء فترة عملها في كلية دارتموث وأنشأت أول برنامج مختص بدراسات السلام والصراع في البلاد. يُنسب الفضل لها في دفع عجلة الدراسة الأكاديمية للسلام من خلال عملها في دارتموث. 
شغلت بولدينغ مناصب إدارية كثيرة في جماعات مختصة بالسلام والعدالة الاجتماعية؛ إذ ترأست رابطة النساء الدولية للسلام والحرية وأسست الرابطة الدولية لبحوث السلام وعملت مع الأمم المتحدة من خلال منظمة اليونيسكو وجامعة الأمم المتحدة. تُعتبر بولدينغ واحدة من أكثر الباحثين والناشطين إلهامًا في مجال السلام في القرن العشرين. كُرّمت بولدينغ بجائزة شجاعة المعتقد في 11 يونيو 2000 من قبل دير السلام في شيربورن، ماساتشوستس، وذلك لالتزامها الدائم ومساهماتها في مجال السلام والعدالة وتصويرها المملكة المسالمة كحقيقة مشتركة.